# Raisa Surnachevskaia
Raisa Nefedovna Surnachevskaia (en ruso: Раиса Нефедовна Сурначевская; Moscú, RSFS de Rusia, 8 de agosto de 1922 –  Dnipropetrovsk, Ucrania, 18 de diciembre de 2005) fue una piloto de combate soviética y comandante de escuadrón del 586.º Regimiento de Aviación de Cazas durante la Segunda Guerra Mundial, así como una de las pocas mujeres embarazadas que ha volado en combate. Durante la guerra consiguió dos victorias aéreas en solitario (dos Ju 88) y una compartida (un He 177).

## Biografía
Raisa Surnachevskaia nació el 8 de agosto de 1922 en Moscú en la gobernación de Moscú, entonces parte del RSFS de Rusia (la Unión Soviética no se constituyó oficialmente hasta finales de 1922). En 1939 estudió en el club de vuelo que la asociación paramilitar OSOAVIAJIM (Unión de Sociedades de Asistencia para la Defensa, la Aviación y la Construcción Química de la URSS) tenía en Moscú, después de completar sus estudios trabajó como piloto instructora en el club de vuelo de Sverdlovsk.
En noviembre de 1941, poco después del inicio de la invasión alemana de la Unión Soviética, se ofreció como voluntaria para el servicio de combate de primera línea y fue aceptada en el 122.º Grupo de Aviación, una unidad especial formada íntegramente por mujeres, al mando de Marina Raskova, esta después de examinar sus habilidades de combate, decidió asignarla al 586.º Regimiento de Aviación de Combate, unidad donde solo eran aceptadas las mejores y más competitivas candidatas.Realizó su formación militar y táctica en la Escuela de Aviación Militar de Engels en el Óblast de Sarátov.
Desde el 25 de abril de 1942, protegió instalaciones militares importantes en Sarátov y desde el 10 de marzo de 1943 luchó en el Frente de Vorónezh. El 19 de marzo de 1943, obtuvo su primera victoria aérea, cuando patrullaba junto con Tamara Pamiatnij cerca de la estación de ferrocarril de Kastornaya en el óblast de Kursk. En esta misión tuvieron que hacer frente a un ataque de cuarenta y dos bombarderos alemanes Junkers Ju 88, las dos pilotos atacaron con el sol detrás de ellos. Cada una derribó dos bombarderos, Pamiatnij continuó luchando hasta que se quedó sin municiones, y Surnachevskaia logró llegar a la pista más cercana con el radiador perforado. Por su heroísmo ambas pilotos recibieron la Orden de la Bandera Roja e incluso el rey Jorge VI del Reino Unido le regaló a Surnachevskaia un reloj de oro con la inscripción: «¡A la valiente y elegante piloto, teniente Raisa Surnachevskaia del rey Jorge VI de Inglaterra!».
Hasta septiembre de 1943 defendió Vorónezh y las tropas del Frente de la Estepa, de septiembre a noviembre de 1943: protegió las importantes estaciones de ferrocarril y otros objetivos del óblast de Kursk, de noviembre de 1943 a marzo de 1944 importantes instalaciones militares en Kiev y los puntos de cruce del Dniéper, entre febrero y marzo de 1944 participó en la batalla de Korsun-Cherkasy y a partir de marzo de 1944 cubrió las estaciones de ferrocarril y otras instalaciones militares del óblast de Zhitómir.
El 11 de mayo de 1944, junto con el comandante del regimiento, el teniente coronel A.V. Gridnev, derribó un avión de reconocimiento de gran altitud alemán He-177, por esta hazaña fue condecorada con la Orden de la Guerra Patria de 2.do grado. Entre septiembre de 1944 y febrero de 1945, recibió órdenes de defender de posibles ataque aéreos enemigos las ciudades de Balti y Kotovsk y luego, hasta el final de la guerra, protegió las ciudades húngaras de Budapest y Debrecen.
En total, durante la guerra, consiguió dos victorias aéreas en solitario y una compartida. Después de la guerra trabajó como controladora para la Flota Aérea Civil en el aeropuerto de Dnepropetrovsk, donde murió el 18 de diciembre de 2005.

## Condecoraciones
|  | Orden de la Bandera Roja (24 de marzo de 1943)                                                  |
|  | Orden de la Guerra Patria de 2.do grado, dos veces (28 de agosto de 1944 y 11 de marzo de 1985) |